# Parque nacional Juwangsan
Parque nacional Juwangsan (en coreano: 소백산국립공원) es el nombre que recibe un área protegida que se encuentra en la provincia de Gyeongsang del Norte, en el país asiático de Corea del Sur,  que es parte de la cordillera de Taebaek. Fue designado como el parque nacional número 12 en Corea del Sur en 1976. El tamaño total del parque es de 107,42 kilómetros cuadrados (41,48 millas cuadradas). El parque es el hogar de 88 especies de plantas y 924 especies de animales.